# 木村熊二
木村 熊二（きむら くまじ、弘化2年1月25日〈1845年3月3日〉 - 1927年〈昭和2年〉2月28日）は、日本の牧師・教育者。名は熊治とも表記。日本の天気予報の創始者とされる桜井勉は実兄。
明治期、妻の木村鐙子とともに東京に明治女学校を創設、その後移った長野県小諸にて小諸義塾を開設した。牧師として島崎藤村に洗礼を施したことで知られ、のちに藤村を小諸義塾の教師に招いた。

## 経歴
出石藩の藩儒桜井石門の次男として京都に生まれ、5歳で出石（現在の兵庫県豊岡市出石町）に移る。8歳で江戸に遊学し、10歳で木村琶山（石門の弟子）の養子となった。
江戸では昌平黌で佐藤一斎、安積艮斎に学ぶ。一斎の縁戚である田口卯吉らと知りあい、同居。21歳の時に恩師一斎の曾孫で卯吉の異父姉である田口鐙子（とうこ）と結婚したが、熊二は軍事に奔走し、ほとんど同居していない。
木村は幕府に仕えて徒目付となる。同じく幕臣で洋学者の乙骨太郎乙とは生涯親交を結ぶ。戊辰戦争・江戸幕府瓦解に際して木村は勝海舟の下で活動するが、新政府軍に反抗し、その追及を受けることになるも、処罰を免れた。一時は写真師下岡蓮杖の弟子となり身を隠した。

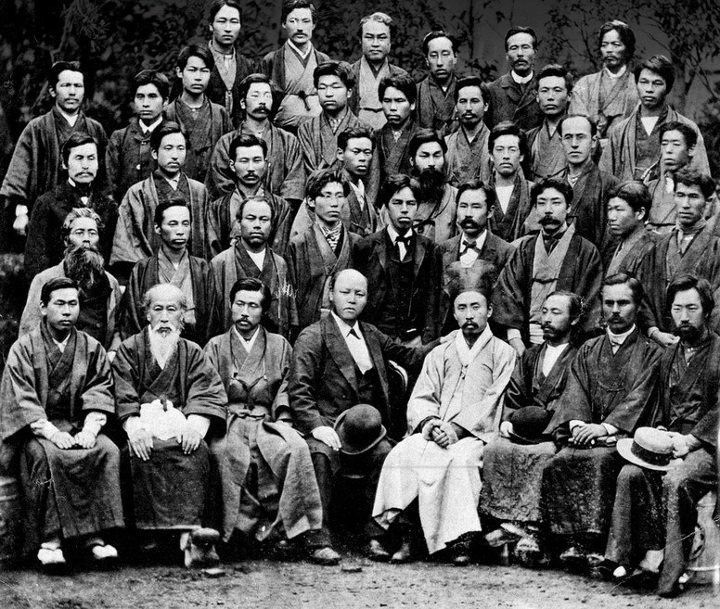
1883年の第三回全国基督信徒大親睦会の幹部の記念写真、木村は前から2列目の右から3人目大儀見は前から3列目の左端

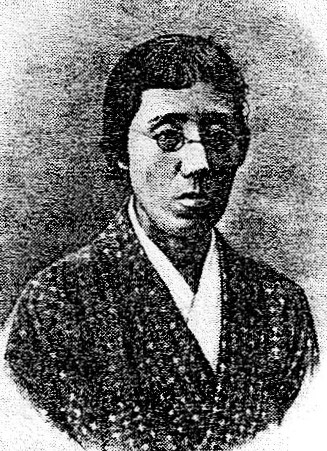
木村鐙子

日本脱出を図り、旧暦明治3年12月（1871年1月）、森有礼が少弁務使として渡米する際、外山正一、名和道一、矢田部良吉、大儀見元一郎らと随行。パスポートは偽名で作った。ミシガン州の開拓村ホーランドにあったホープ大学の校長を通じてキリスト教と出合い、明治5年（1872年）に受洗、同大学を1879年（明治12年）に卒業した。その後デイビッド・マレー夫妻の学資援助で改革派教会系のニューブランズウィック神学校で学び、牧師としての試験に合格、1882年（明治15年）に改革派の派遣宣教師として帰国した。
転勤した兄・桜井勉が住んでいた文京区西片の1000坪の土地を借り受け、その半分に自宅として西洋館を建設。帰国後は私塾を開き、生徒のなかには巌本善治がいた。熱心なキリスト教的教育者として主に女子教育に従事する。1883年（明治16年）5月、東京の新栄教会で開催された第三回全国基督教信徒大親睦会に、留学仲間の大儀見元一郎とともに幹部として参加。同年、下谷教会の牧師となった。
妻・鐙子も日本一致長老教会（植村正久が創立した横浜バンド系の教会）の下谷教会で婦人会を作り、キリスト教普及活動に従事した。

### 明治女学校
帰国以来日本のミッションスクールに批判的だった木村は、1885年（明治18年）秋、鐙子とともに九段下牛ヶ渕（現在の千代田区飯田橋）において明治女学校を開校（近代日本における女子教育の先駆けとみなされている学校の一つ）。メソジスト監督教会の名古屋進出を警戒した米国改革派教会より名古屋での布教活動を命じられたが、熊二はそれに従わず同校校長に就任したため資金援助は打ち切られた。
同年一家は鎌倉に転居し、西片の広大な邸宅は鐙子の弟・田口卯吉が借り受ける。また同年には、日本初の本格的女性誌とみなされる『女学雑誌』の発刊にあたった。翌1886年（明治19年）、鐙子はコレラにより急死。
1888年（明治21年）、海老名弾正の司式で伊東華子と再婚するが、放埓な華子のスキャンダルに巻き込まる形で女学校の校長職を退くこととなる。同年、頌栄女子学校校長に就任するが、華子は愛人と出奔、8年で離婚した。
明治女学校は巌本善治が校長を引き継ぎ、1909年（明治42年）に閉校するまでの23年間に多くの人材を輩出した。

### 小諸義塾

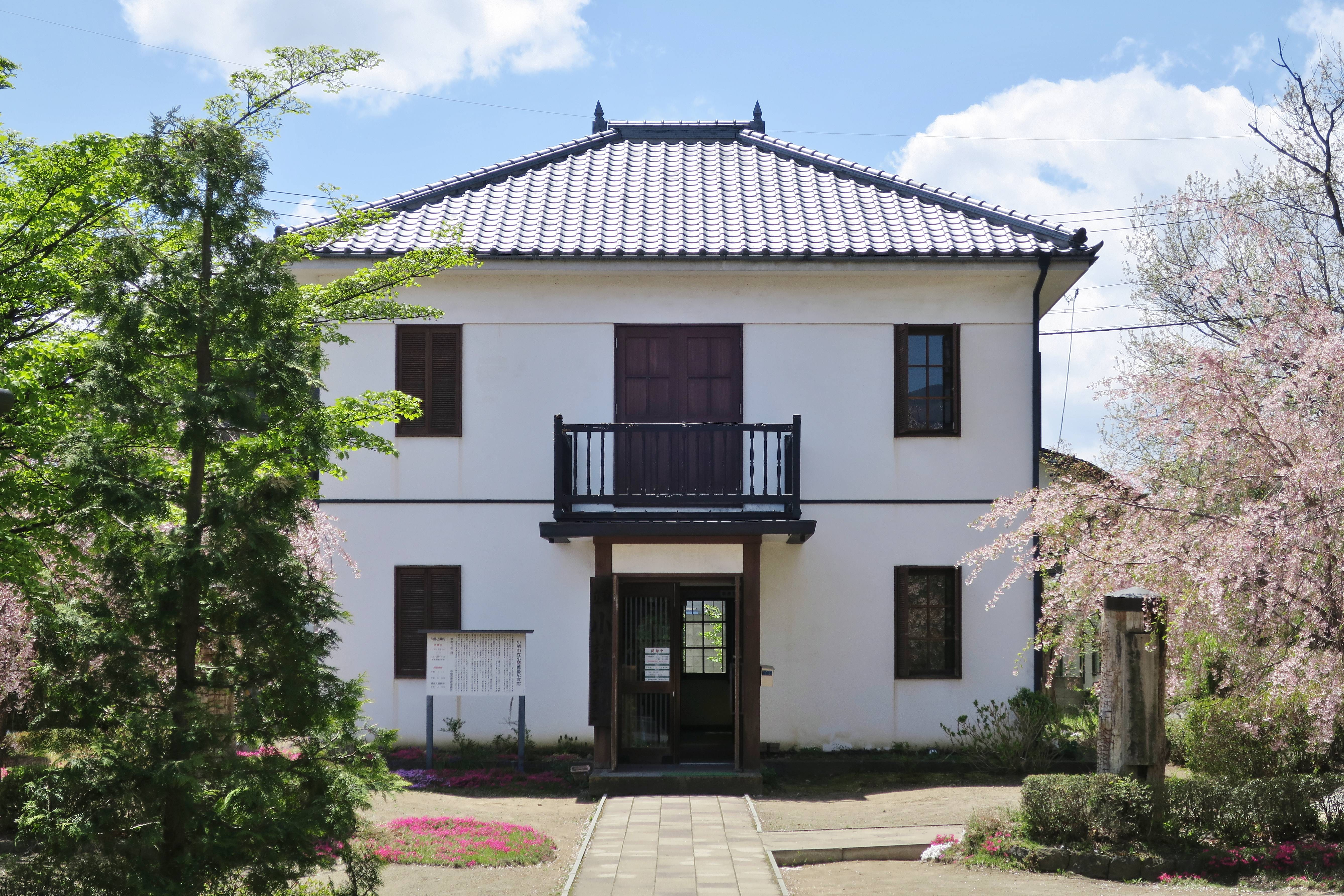
小諸市立小諸義塾記念館

1891年（明治24年）、木村は高輪台教会の牧師を辞職。翌1892年（明治25年）、自由民権家の早川権弥の導きで伝道のために長野県南佐久郡野沢村（現在の佐久市）に移住する。1893年（明治26年）、小諸で私塾として小諸義塾を創設し、青年教育にあたった。1899年（明治32年）に小諸義塾は旧制中学校として認可を受け、島崎藤村、丸山晩霞等が木村に招かれて教師として勤務した。

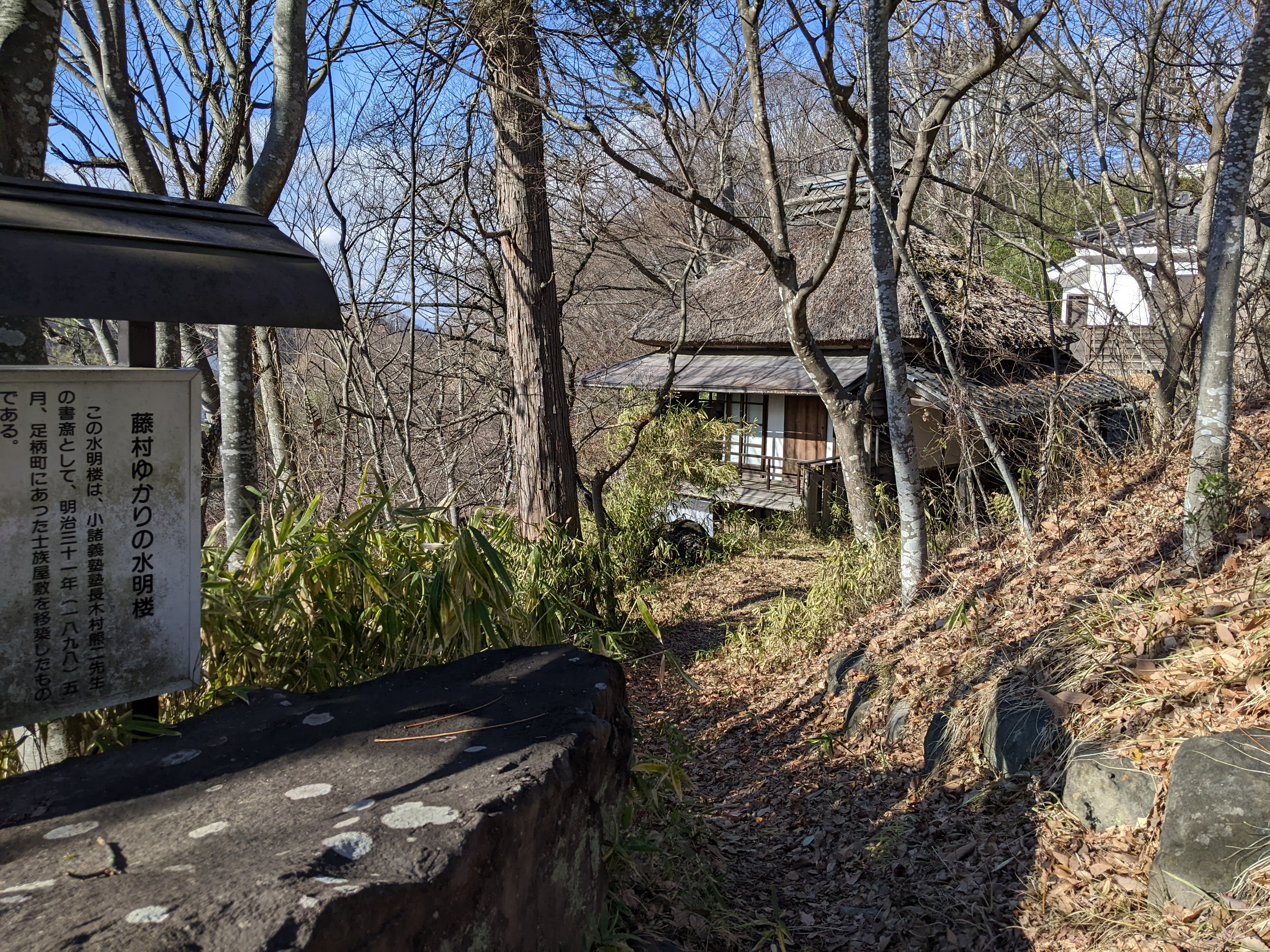
水明楼　長野県小諸市に保存されている小諸義塾の塾長だった木村熊二の千曲川河畔の書斎

木村は小諸で桃や苺の栽培を推奨した他、中棚の湧き水を使うと傷の治りが早いのに気づき、中棚鉱泉の発掘にあたり、その近くに書斎として「水明楼」を移築した（島崎藤村の「千曲川のスケッチ」にも登場する水明楼は現存している）。
なお、1896年（明治29年）に木村は三人目の妻として27歳下の東儀隆子（雅楽家の東儀家出身）を迎えた。
地元民に受け入れられなかったこともあり、小諸義塾は1906年（明治39年）に財政難などによって閉校を余儀なくされた。

### 晩年
小諸義塾閉校後、木村は長野市に移住し、牧師として活動した。1917年（大正6年）に東京へ戻り、1927年（昭和2年）に芝区白金三光町にて83歳で没し、谷中墓地に葬られた。
木村の命日は、「蓮峰忌」の名で供養が行われている。小諸市では毎年水明楼近くの中棚温泉中棚荘で行われている。

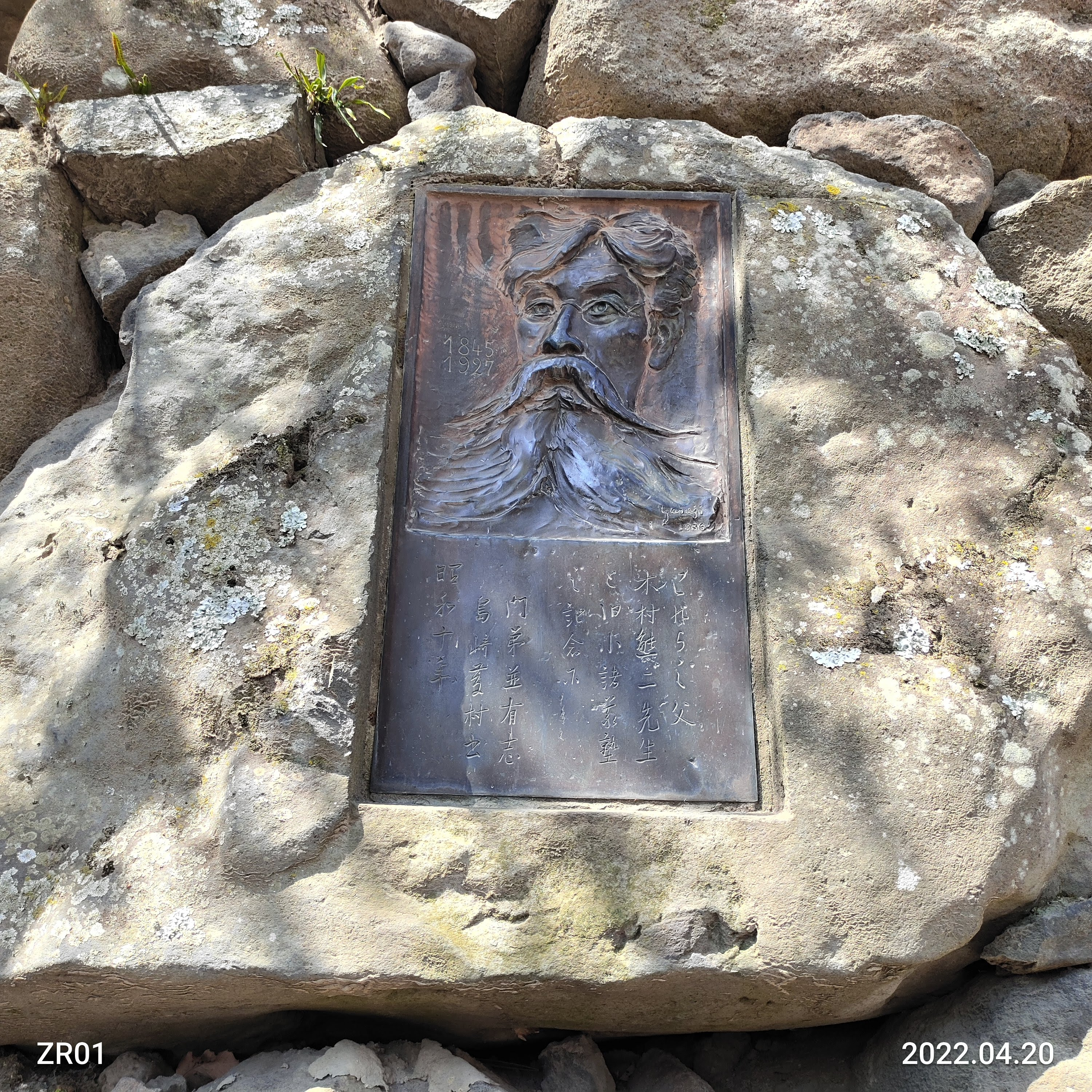
木村熊二のレリーフ

1936年（昭和11年）に小諸義塾時代の教え子らが中心となり、木村の記念碑を小諸城址懐古園に建設した。懐古園二の門跡付近の石垣に、木村の肖像のレリーフ（その下には、島崎藤村が揮毫した「われらの父木村熊二先生と旧小諸義塾の記念に」と刻まれている）が埋めこまれている。

## 家族
- 実父・桜井一太郎 - 出石藩主に仕えた儒学者
- 養父・木村琶山 - 一太郎の弟子
- 妻・田口鎧子（1848-1886） - 佐藤一斎の曾孫、田口卯吉の異父姉。長男誕生後熊二が単身渡米したため13年間別居、夫帰国後3年で病死。
- 妻・伊東華子 - 1886年に結婚、1896年に離婚[11]。島崎藤村の『旧主人』に登場するお綾のモデルと言われ、同作に描かれたような事件（若い歯科医との姦通）が離婚の原因だったと伝えられている[12][13]。
- 妻・東儀隆子 - 東儀鉄笛の妹（従妹とも）。フェリス和英女学校出身[14]。1896年に25歳で52歳の熊二と結婚[11]。小諸義塾女子学習舎経営し、四男四女を儲けた[6]。
- 長男・木村祐吉（1867-1899） - 鎧子との子。明治女学院教諭。怪我をきっかけに痛み止めのモルヒネの中毒となり、手あたり次第に借金を重ね、熊二を悩ませた[6]。
- 次男・木村信児 - 隆子との子